# Maestro (Marvel Comics)
Il Maestro è un supercriminale che appare nei fumetti americani pubblicati dalla Marvel Comics. Creato dallo scrittore Peter David e dall'artista George Pérez,
è una controparte anziana e malvagia di Hulk.

## Origine del Personaggio
il personaggio è apparso per la prima volta in The Incredible Hulk: Future Imperfect # 1 (dicembre 1992). Raffigurato come una versione malvagia di Hulk proveniente da un futuro alternativo (designato dalla Marvel Comics come Terra-9200), il Maestro possiede l'intelligenza di Bruce Banner, la forza di Hulk e tratti della personalità più malevoli.

## Biografia

### Viaggiatori del tempo
Un anziano Rick Jones incontra il potente mutante Proteus, il malvagio manipolatore intende possedere il Maestro ed acquisire così poteri ancora più grandi. Jones, ignaro del suo piano, fornisce al mutante un'arma in grado di uccidere l'anziano colosso, tuttavia, il bieco tranello fallisce quando il verde monarca è avvertito dagli Exiles del pericolo. Anni dopo, il Maestro incontra Genis-Vell, sperduto nel tempo insieme all'Uomo Ragno, i tre si danno battaglia e dopo una breve scaramuccia tornano alle proprie realtà.

### Futuro Imperfetto
In un lontano futuro, i ribelli che si oppongono alla tirannia del Maestro riescono a portare Hulk nella loro realtà grazie alla macchina del tempo del Dottor Destino. La forza bruta non è sufficiente per sconfiggere la sua controparte più anziana, allora Banner usa l'astuzia e fingendosi interessato alle proposte di alleanza del Maestro lo spedisce indietro nel tempo, al momento del test atomico che ha generato il gigante di giada e che si rivela letale per il suo nemico. Ma il tiranno è tutt'altro che sconfitto, ogni volta che Hulk è tornato sul luogo della sua nascita lo spirito del Maestro ha assorbito radiazioni gamma dal corpo del nemico fino a rigenerarsi; vestiti i panni del Distruttore, l'esanime bruto tenta di uccider il Banner ma è sconfitto ancora una volta. Quando Hulk acquisisce la personalità di Doc Green, inizia ad avere delle visioni del Maestro e comincia a sospettare di aver intrapreso la strada che lo porterà a diventare il suo io futuro; vedendo avverarsi questa preoccupante possibilità, Hulk abbandona la cura che lo rendeva intelligente.

### 2099 Imperfetto
Quando Miguel O'Hara tenta di tornare nel suo tempo dopo gli eventi di Ragnoverso, finisce in un mondo devastato dall'Alchemax e governato dal Maestro, l'anziano despota lo imprigiona ma grazie all'aiuto di Strange il ragno si libera e sconfigge il malvagio; in realtà il vero Maestro osserva la lotta nell'ombra e quando tutto è finito segue Miguel nel presente.

### Secret Wars
Su Battleworld, il mondo creato dall'onnipotente Destino, il Maestro è il sovrano di uno dei domini del pianeta chiamato Dystopia, il suo piano è accrescere il proprio potere per rivaleggiare con il suo stesso Dio, per questo si allea con Thunderbolt Ross per recuperare l'armatura del Distruttore, custodita in un altro dominio. Recuperate le magiche vestigia, l'anziano colosso sfida Destino ed ottiene la vittoria, in realtà la battaglia altro non è che un'illusione in cui il Maestro rimane intrappolato. Salvato dalla sua prigione dallo stesso nemico che voleva distruggere, si allea al suo fianco e lo aiuta nella battaglia contro altri ribelli.

## Poteri e abilità
Il Maestro possiede gli stessi poteri di Hulk, ma incrementati grazie alle radiazioni rilasciate dalle guerre nucleari che decimarono il suo mondo, tuttavia, è possibile che la sua intelligenza non sia acuta quanto quella della sua controparte.

## Altri media

### Televisione
- Il Maestro ha fatto il suo debutto nella serie animata Hulk e gli agenti S.M.A.S.H..
- Il Maestro compare anche nella prima serie animata dell'Marvel Cinematic Universe What If...?. In questa versione del personaggio è una variante che proviene da un universo alternativo che possiede i poteri simili a quelli di un Maestro delle Arti Mistiche di Kamar-Taj.